# عصوية ذهبية تايآنية
عصوية ذهبية تايآنية (الاسم العلمي: Chryseobacterium taeanense) هي نوع من البكتيريا، سلبية الغرام، تتبع جنس عصوية ذهبية.